# Germaine (Vorname)
Germaine [ʒɛʀmɛn] ist ein meist weiblicher, selten auch männlicher Vorname.

## Herkunft und Bedeutung
Germaine ist die französische Form des Vornamens Germana oder die weibliche Form von Germain.

## Bekannte Namensträgerinnen
- Germaine Abessolo Bivina (* 1990), kamerunische Sprinterin
- Germaine Bazzle (* 1932), US-amerikanische Jazzsängerin
- Germaine Brée (1907–2001), US-amerikanische Romanistin und Literaturwissenschaftlerin französischer Herkunft
- Germaine Cernay (1900–1943), französische Opernsängerin (Mezzosopran)
- Germaine Damar (* 1929), luxemburgische Filmschauspielerin
- Germaine Dieterlen (1903–1999), französische Ethnologin
- Germaine Dulac (1882–1942), französische Filmregisseurin
- Germaine de Foix (* 1488 oder 1490; † 1536), zweite Ehefrau von König Ferdinand II. von Aragón
- Germaine Guex (1904–1984), Schweizer Psychologin und Psychoanalytikerin
- Germaine Greer (* 1939), australische Publizistin
- Germaine Guèvremont (1893–1968), kanadische Schriftstellerin
- Germaine Hommel (1893–1982), Schweizer Fluchthelferin und Kinderheimleiterin während des Zweiten Weltkriegs
- Germaine Golding (1887–1973), französische Tennisspielerin
- Germaine Émilie Krebs, genannt Madame Grès (1903–1993), französische Modedesignerin und Unternehmerin
- Germaine Krull (1897–1985), deutsch-polnische Fotografin
- Germaine Lebel (1894–1972), kanadische Sängerin (Sopran)
- Germaine Lubin (1890–1979), französische Opernsängerin (Sopran)
- Germaine Malaterre-Sellier (1889–1967), französische Krankenschwester und Feministin
- Germaine Montero (1909–2000), französische Sängerin und Schauspielerin
- Germaine Mounier (1920–2006), französische Pianistin und Musikpädagogin
- Germaine Pichot (1880–1948), Pariser Malermodell, zeitweise mit Pablo Picasso liiert
- Germaine Ribière (1917–1999), französische Katholikin, in der Résistance aktiv
- Germaine Richier (1902–1959), französische Bildhauerin
- Germaine Rouault (1905–1982), französische Autorennfahrerin
- Germaine Rumovi (1903–1967), österreichische Schauspielerin
- Germaine Schroeder (1889–1983), französische Buchbinderin
- Germaine de Staël (1766–1817), französische Schriftstellerin
- Germaine Tailleferre (1892–1983), französische Komponistin
- Germaine Tillion (1907–2008), französische Widerstandskämpferin

## Bekannte Namensträger
- Germaine Mason (1983–2017), jamaikanisch-britischer Hochspringer